# Lynn's Pippin
Lynn's Pippin es una  variedad cultivar de manzano (Malus domestica). 
Un híbrido del cruce de Cox's Orange Pippin x Ellison's Orange. Criado en 1942 por William Lynn, Emneth, Cambridgeshire, Inglaterra. Fue nombrado en 1953. Las frutas tienen una pulpa blanca crujiente y cremosa con un dulce sabor subácido.

## Historia
'Lynn's Pippin' es una variedad de manzana, híbrido del cruce de Cox's Orange Pippin x Ellison's Orange. Desarrollado y criado a partir de 'Cox's Orange Pippin' mediante una polinización por 'Ellison's Orange', por William Lynn, Emneth, Cambridgeshire, Inglaterra, (Reino Unido) a mediados del siglo XX. La fruta de este cruce se presentó en el "National Fruit Trials" en 1953.
'Lynn's Pippin' está cultivada en diversos bancos de germoplasma de cultivos vivos tales como en National Fruit Collection (Colección Nacional de Fruta) de Reino Unido con el número de accesión: 1953-076 y Nombre Accesión : Lynn's Pippin.

## Características
'Lynn's Pippin' árbol de extensión erguida, de vigor moderadamente vigoroso, portador de espuela. Tiene un tiempo de floración que comienza a partir del 8 de mayo con el 10% de floración, para el 13 de mayo tiene una floración completa (80%), y para el 20 de mayo tiene un 90% caída de pétalos.
'Lynn's Pippin' tiene una talla de fruto medio; forma cónica globosa ancha, con una altura de 57.00mm, y con una anchura de 66.00mm; con nervaduras medianas; epidermis con color de fondo verde amarillento, con un sobre color naranja, importancia del sobre color alto, y patrón del sobre color rayas más oscuras en la cara expuesta al sol, "russeting" (pardeamiento áspero superficial que presentan algunas variedades) ausente o muy bajo; ojo de tamaño medio y parcialmente abierto, situado en una cuenca ancha y poco profunda; pedúnculo corto con tendencia a medio y robusto, situado en una cavidad profunda en forma de embudo; carne es de color crema blanco, crujiente y firme. Sabor jugosa y dulce, muy sabrosa y aromática.
Listo para cosechar en la primera mitad del segundo período. Su tiempo de recogida de cosecha se inicia a mediados de septiembre. Se mantiene dos meses en cámara frigorífica.

## Usos
Una buena manzana de uso de postre fresca en mesa.

## Ploidismo
Diploide, auto estéril. Grupo de polinización: D, Día 13.